# Palais Balbi Valier
Le palais Balbi Valier (également connu sous le nom de palais Molin Balbi Valier della Trezza et palais Balbi-Valier Sammartini) est un bâtiment vénitien donnant sur le Grand Canal et situé dans le quartier Dorsoduro entre le Palazzo Contarini Dal Zaffo et le Palazzo Loredan Cini, non loin du Campo San Vio. 

## Histoire
Initialement construit sous des formes gothiques, il a été remplacé par un bâtiment plus moderne au XVIIe siècle. En 1828, il a été enrichi par la construction du parc adjacent, situé à l'emplacement du délabré Palazzo Paradiso. Il est actuellement divisé en plusieurs propriétés et abrite également une galerie d'art. 

## Architecture
La façade tripartite du palais, construite au XVIIe siècle, se caractérise par la présence de deux corps en avancée en pierre d'Istrie faisant saillie et incurvés vers le portail d'eau (formé de trois ouvertures) et abritant une - anormale - terrasse faisant face au Grand Canal.  
À l'intérieur, il se caractérise par une cour avec un puits. Sur la façade arrière se trouve un gigantesque portail baroque orné d'un imposant blason. 